# 佐々清蔵
佐々 清蔵（さっさ せいぞう、? - 天正10年6月2日（1582年6月21日））は、戦国時代から安土桃山時代の武将。佐々政次の子。織田信忠の小姓。

## 生涯
織田信忠の小姓（『信長記』）。天正10年（1582年）の武田攻めに従軍し、3月2日の高遠城攻めで武功を挙げた（池田家本『信長記』）。本能寺の変の際に槍を持って奮戦し、二条新御所で討死した（『信長公記』）。
妻の佐々輝子は佐々成政の娘で従姉妹にあたる。夫の死後、鷹司信房と再婚した。